# Динамическая система

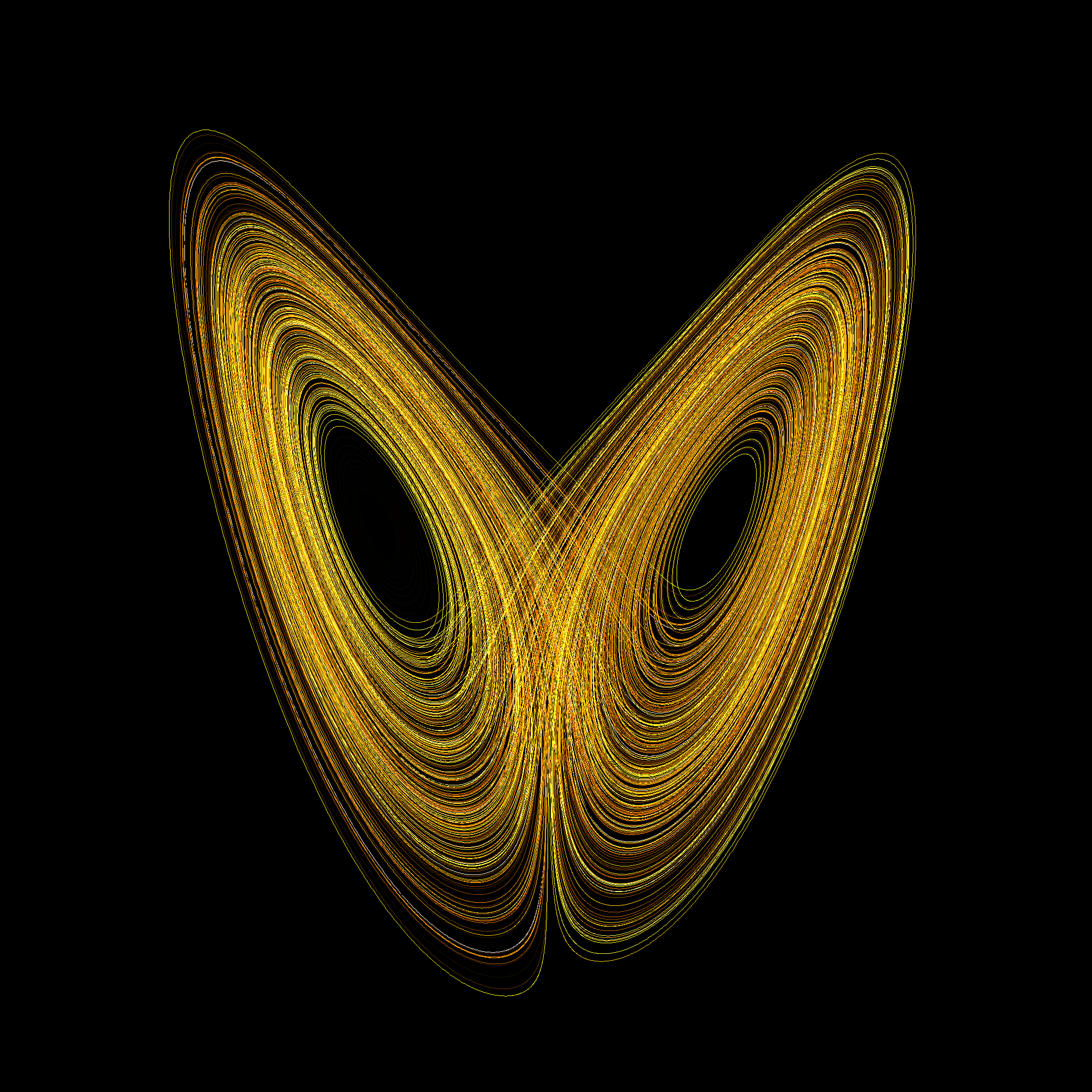
Фазовая диаграмма странного аттрактора Лоренца — популярный пример нелинейной динамической системы. Изучением подобных систем занимается теория хаоса.

Динамическая система — множество элементов, для которого задана функциональная зависимость между временем и положением в фазовом пространстве каждого элемента системы. Данная математическая абстракция позволяет изучать и описывать эволюцию систем во времени.
Состояние динамической системы в любой момент времени описывается множеством вещественных чисел (или векторов), соответствующим определённой точке в пространстве состояний. Эволюция динамической системы определяется детерминированной функцией, то есть через заданный интервал времени система примет конкретное состояние, зависящее от текущего.

## Введение
Динамическая система представляет собой такую математическую модель некоего объекта, процесса или явления, в которой пренебрегают «флуктуациями и всеми другими статистическими явлениями».
Динамическая система также может быть представлена как система, обладающая состоянием. При таком подходе, динамическая система описывает (в целом) динамику некоторого процесса, а именно: процесс перехода системы из одного состояния в другое. Фазовое пространство системы — совокупность всех допустимых состояний динамической системы. Таким образом, динамическая система характеризуется своим начальным состоянием и законом, по которому система переходит из начального состояния в другое.
Различают системы с дискретным временем и системы с непрерывным временем.
В системах с дискретным временем, которые традиционно называются каскадами, поведение системы (или, что то же самое, траектория системы в фазовом пространстве) описывается последовательностью состояний. В системах с непрерывным временем, которые традиционно называются потоками, состояние системы определено для каждого момента времени на вещественной или комплексной оси. Каскады и потоки являются основным предметом рассмотрения в символической и топологической динамике.
Динамическая система (как с дискретным, так и с непрерывным временем) часто описывается автономной системой дифференциальных уравнений, заданной в некоторой области и удовлетворяющей там условиям теоремы существования и единственности решения дифференциального уравнения. Положениям равновесия динамической системы соответствуют особые точки дифференциального уравнения, а замкнутые фазовые кривые — его периодическим решениям.
Основное содержание теории динамических систем — это исследование кривых, определяемых дифференциальными уравнениями. Сюда входит разбиение фазового пространства на траектории и исследование предельного поведения этих траекторий: поиск и классификация положений равновесия, выделение притягивающих (аттракторы) и отталкивающих (репеллеры) множеств (многообразий). Важнейшие понятия теории динамических систем — устойчивость состояний равновесия (то есть способность системы при малых изменениях начальных условий сколь угодно долго оставаться около положения равновесия или на заданном многообразии) и грубость (то есть сохранение свойств при малых изменениях самой математической модели; «грубая система — это такая, качественный характер движений которой не меняется при достаточно малом изменении параметров»).
Привлечение вероятностно-статистических представлений в эргодической теории динамических систем приводит к понятию динамической системы с инвариантной мерой.
Современная теория динамических систем является собирательным названием для исследований, где широко используются и эффективным образом сочетаются методы из различных разделов математики: топологии и алгебры, алгебраической геометрии и теории меры, теории дифференциальных форм, теории особенностей и катастроф.
Методы теории динамических систем востребованы в других разделах естествознания, таких как неравновесная термодинамика, теория динамического хаоса, синергетика.

## Определение
Пусть {\displaystyle X} — произвольное гладкое многообразие.
Динамической системой, заданной на гладком многообразии {\displaystyle X}, называется отображение {\displaystyle g\colon \mathbb {R} \times X\to X}, записываемое в параметрическом виде {\displaystyle g^{t}(x)}, где {\displaystyle t\in \mathbb {R} ,x\in X}, которое является дифференцируемым отображением, причём {\displaystyle g^{0}} — тождественное отображение пространства {\displaystyle X}. В случае стационарных обратимых систем однопараметрическое семейство {\displaystyle \{g^{t}:t\in \mathbb {R} \}} образует группу преобразований топологического пространства {\displaystyle X}, а значит, в частности, для любых {\displaystyle t_{1},t_{2}\in \mathbb {R} } выполняется тождество {\displaystyle g^{t_{1}}\circ g^{t_{2}}=g^{t_{1}+t_{2}}}.
Из дифференцируемости отображения {\displaystyle g} следует, что функция {\displaystyle g^{t}(x_{0})} является дифференцируемой функцией времени, её график расположен в расширенном фазовом пространстве {\displaystyle \mathbb {R} \times X} и называется интегральной траекторией (кривой) динамической системы. Его проекция на пространство {\displaystyle X}, которое носит название фазового пространства, называется фазовой траекторией (кривой) динамической системы.
Задание стационарной динамической системы эквивалентно разбиению фазового пространства на фазовые траектории. Задание динамической системы в общем случае эквивалентно разбиению расширенного фазового пространства на интегральные траектории.
Замена координат представляет собой диффеоморфизм (если структура гладкая) или гомеоморфизм (с топологической точки зрения) фазовых пространств. Можно определить множество эквивалентности между динамическими системами, которые связаны с разными классами координат. Проблема структуры орбит в таком случае может пониматься как задача классификации динамических систем с точностью до отношений эквивалентности.

## Способы задания динамических систем
Для задания динамической системы необходимо описать её фазовое пространство {\displaystyle X}, множество моментов времени {\displaystyle T} и некоторое правило, описывающее движение точек фазового пространства со временем.
Множество моментов времени {\displaystyle T} может быть как интервалом вещественной прямой (тогда говорят, что время непрерывно), так и множеством целых или натуральных чисел (дискретное время). Во втором случае «движение» точки фазового пространства больше напоминает мгновенные «скачки» из одной точки в другую: траектория такой системы является не гладкой кривой, а просто множеством точек, и называется обычно орбитой. Тем не менее, несмотря на внешнее различие, между системами с непрерывным и дискретным временем имеется тесная связь: многие свойства являются общими для этих классов систем или легко переносятся с одного на другой.

### Фазовые потоки
Пусть фазовое пространство {\displaystyle X} представляет собой многомерное пространство или область в нем, а время непрерывно. Допустим, что нам известно, с какой скоростью движется каждая точка {\displaystyle x} фазового пространства. Иными словами, известна вектор-функция скорости {\displaystyle v(x)}. Тогда траектория точки {\displaystyle x_{0}\in X} будет решением автономного дифференциального уравнения {\displaystyle {\frac {dx}{dt}}=v(x)} с начальным условием {\displaystyle x(0)=x_{0}}. Заданная таким образом динамическая система называется фазовым потоком для автономного дифференциального уравнения.

### Каскады
Пусть {\displaystyle X} — произвольное множество, и {\displaystyle f\colon X\to X} — некоторое отображение множества {\displaystyle X} на себя. Рассмотрим итерации этого отображения, то есть результаты его многократного применения к точкам фазового пространства. Они задают динамическую систему с фазовым пространством {\displaystyle X} и множеством моментов времени {\displaystyle T=\mathbb {N} }. Действительно, будем считать, что произвольная точка {\displaystyle x_{0}\in X} за время {\displaystyle 1} переходит в точку {\displaystyle x_{1}=f(x_{0})\in X}. Тогда за время {\displaystyle 2} эта точка перейдет в точку {\displaystyle x_{2}=f(x_{1})=f(f(x_{0}))} и т. д.
Если отображение {\displaystyle f} обратимо, можно определить и обратные итерации: {\displaystyle x_{-1}=f^{-1}(x_{0})}, {\displaystyle x_{-2}=f^{-1}(f^{-1}(x_{0}))} и т. д. Тем самым получаем систему с множеством моментов времени {\displaystyle T=\mathbb {Z} }.

### Примеры
- Система дифференциальных уравнений

задает динамическую систему с непрерывным временем, называемую «гармоническим осциллятором». Её фазовым пространством является плоскость {\displaystyle (x,v)}, где {\displaystyle v} — скорость точки {\displaystyle x}. Гармонический осциллятор моделирует разнообразные колебательные процессы — например, поведение груза на пружине. Его фазовыми кривыми являются эллипсы с центром в нуле.
- Пусть {\displaystyle \varphi } — угол, задающий положение точки на единичной окружности. Отображение удвоения {\displaystyle f(\varphi )=2\varphi {\pmod {2\pi }}}, задаёт динамическую систему с дискретным временем, фазовым пространством которой является окружность.
- Быстро-медленные системы описывают процессы, одновременно развивающиеся в нескольких масштабах времени.
- Динамические системы, чьи уравнения могут быть получены посредством принципа наименьшего действия для удобно выбранного лагранжиана, известны как «лагранжевы динамические системы».

## Вопросы теории динамических систем
Имея какое-то задание динамической системы, далеко не всегда можно найти и описать её траектории в явном виде. Поэтому обычно рассматриваются более простые (но не менее содержательные) вопросы об общем поведении системы. Например:
1. Есть ли у системы замкнутые фазовые кривые, то есть может ли она вернуться в начальное состояние в ходе эволюции?
2. Как устроены инвариантные многообразия системы (частным случаем которых являются замкнутые траектории)?
3. Как устроен аттрактор системы, то есть множество в фазовом пространстве, к которому стремится «большинство» траекторий?
4. Как ведут себя траектории, выпущенные из близких точек — остаются ли они близкими или уходят со временем на значительное расстояние?
5. Что можно сказать о поведении «типичной» динамической системы из некоторого класса?
6. Что можно сказать о поведении динамических систем, «близких» к данной?